# Kutka
Kutka oder Kutsch ist der Name eines Gottes in Rabengestalt der Itelmenen auf Kamtschatka. Er ist einerseits als Kulturheros der Schöpfer der Welt und aller darin enthaltenen Dinge, andererseits eine Tricksterfigur von zwiespältigem Charakter.

## Beschreibung
Die Verfasstheit der von Kutka geschaffenen Welt wurde von den Itelmenen als höchst unzureichend empfunden, die Existenz von Krankheiten, Vulkanen, Überschwemmungen und dergleichen galt ihnen als Indiz für den eingeschränkten Geisteszustand des Schöpfers. Dieser  war darum das ständige Ziel von Verwünschungen und Beschimpfungen aller Art. 

In Grenzen gehalten wurde Kutkas Treiben durch seine sehr verständige Frau Chachy, die im Notfall korrigierend eingriff.
Erstmals beschrieben wurde Kutka vom deutschen Entdecker Georg Wilhelm Steller.